# Pierre Dézarnaulds
Pierre Dézarnaulds est un chirurgien et un homme politique français des IIIe et IVe Républiques né le 7 décembre 1879 à Paris et mort le 15 septembre 1975 à Gien.
Il exerce des fonctions politiques dans le cadre de mandats de sous-secrétaire d’État, député, conseiller général et maire.

## Biographie
Pierre Dézarnaulds naît à Paris le 7 décembre 1879. Il étudie au lycée Charlemagne dans le quatrième arrondissement de Paris puis à la faculté de médecine de Paris.
En 1909, il devient chirurgien de l'hôpital de Gien dans le département du Loiret.
Il est élu conseiller municipal de Gien en 1912.
Il exerce en tant que médecin militaire entre 1914 et 1918 pendant la Première Guerre mondiale.
En 1919, il est élu conseiller général du canton de Châtillon-sur-Loire. La même année, il est également élu député du Loiret sous l'étiquette du parti radical lors de la XIIe législature de la IIIe République.
En 1935, il devient maire de Gien, mandat dont il est déchu par le régime de Vichy pendant la Seconde Guerre mondiale. Il reprend son poste à la Libération de la France.

## Mandat
- Député radical du Loiret de 1919 à 1940 et de 1945 à 1955 ;
- Sous-secrétaire d'État à l'éducation physique du 4 juin 1936 au 22 juin 1937 dans le premier gouvernement Blum ;
- Maire de Gien de 1935 à 1941 et de 1944 à 1959 ;
- Conseiller général du canton de Châtillon-sur-Loire de 1919 à 1940 puis de 1945 à 1967. Par ailleurs, il exerce la fonction de président du conseil général du Loiret de 1946 à 1956.

## Sources
- « Pierre Dézarnaulds », dans le Dictionnaire des parlementaires français (1889-1940), sous la direction de Jean Jolly, PUF, 1960 [détail de l’édition]